# Чёрно-белая муравьянка
Чёрно-бе́лая муравья́нка (лат. Myrmochanes hemileucus) — вид воробьинообразных птиц из семейства типичных муравьеловковых (Thamnophilidae), выделяемый в монотипический род чёрно-белых муравьянок (Myrmochanes). Она обитает во влажных низменных лесах и кустарниковых местностях островов (на высоте 300 метров над уровнем моря) на реках в северо-востоке Эквадора (Напо), в Перу (Напо, Укаяли), на западе Бразилии (Солимойнс, Мадейра) и на севере Боливии (Бени). Длина тела — 11,5 см. Песня птицы короткая дудящая — «ту-ту-у-у-у», или очень короткая — «тидеррру».
Клюв прямой и длинный. Хвост короткий, с белым кончиком. Сверху птица имеет чёрное оперение, снизу — белое; огузок серый. Верхние кроющие перья крыльев в белых пятнах.